# Creu de terme de Morella
La Creu de terme de Morella és una creu de terme de la ciutat de Morella (els Ports).
La creu commemora la trobada entre el Papa Luna, Sant Vicent Ferrer i Ferran d'Antequera a Morella el 1414. La creu original, de pedra, està ubicada a la sala del Consell de l'Ajuntament de Morella, i hi ha una rèplica davant del portal de Sant Miquel.